# Tějkovo
Tějkovo (rusky Тейково) je město v Ivanovské oblasti v Ruské federaci. Při sčítání lidu v roce 2010 mělo bezmála pětatřicet tisíc obyvatel.

## Poloha a doprava
Tějkovo na Vjazmě, pravém přítoku Uvodě v povodí Kljazmy. Od Ivanova, do kterého z Tějkova vede přímá silnice, je vzdáleno přibližně pětatřicet kilometrů jihozápadně. Vzdušnou čarou je o něco blíže přibližně třicet kilometrů severozápadně vzdálený Komsomolsk, ovšem do něj je silniční spojení horší.

## Dějiny
První písemná zmínka o obci je z konce 17. století, kdy je zmiňováno v souvislosti s rolnickým povstáním v období Smuty. V roce 1787 moskevský obchodník Ivan Petrovič Karetnikov v Tějkově založil tkalcovnu.
Městem je Tějkovo od roku 1918. V roce 1932 vypukla v továrně na bavlnu dělnická stávka proti nízké životní úrovni.
Od roku 1961 je město sídlem gardové formace strategických raketových sil (54. gardová raketová divize).